# Grove poederkorst
Grove poederkorst (Lepraria rigidula) is een korstmossoort uit de familie Stereocaulaceae. Hij groeit op steen en op bomen. 

## Determinatie
Grove poederkorst is een poedervormig korstmos. Het thallus is bestaat uit vrij regelmatige, bolvormige, wattige korrels. De korrels zijn bleek blauwgrijs tot witachtig grijs, vaak vervagend tot wit in het herbarium en hebben een diameter tot 0,3 mm. Sorediën zijn voornamelijk fijn maar ook grof, tot 100 µm breed, met tot 75(–120) µm lange uitstekende hyfen. Het medulla is pluizig en heeft geen duidelijk onder-oppervlak. Het heeft de volgende kenmerkende kleurreacties: K+ (geel) of K−, C−, KC− en P− (oranje).

## Verspreiding
Grove poederkorst komt wereldwijd voor (Afrika, Azië, Europa en Noord-Amerika). In Nederland is het een zeldzame soort. Hij is niet bedreigd en staat niet op de Nederlandse Rode Lijst.